# Johnny Haymer
Johnny Haymer (* 19. Januar 1920 als Haymer Lionel Flieg in St. Louis, Missouri; † 18. November 1989 in Los Angeles) war ein US-amerikanischer Schauspieler, der insbesondere durch seine Rolle als Staff Sergeant Zelmo Zale in der Fernsehserie M*A*S*H bekannt wurde.
Haymer begann seine Karriere als Komiker und Musicalschauspieler. Unter anderem war er in dem Broadway-Musical New Faces of '56 zu sehen und hören. Seine erste Fernsehrolle hatte Haymer 1956 in einer Folge der Serie Stanley von Woody Allen. Seine erste Kinorolle war 1968 die des Sgt.Pozallo in The Secret War of Harry Frigg. Ab den 1960er Jahren wurde er insbesondere als Darsteller in amerikanischen TV-Serien bekannt, in denen er über 100 Mal in Nebenrollen in Erscheinung trat, unter anderem in Raumschiff Enterprise, Cagney & Lacey oder Ein Käfig voller Helden. Ab 1974 spielte er in der Serie M*A*S*H in 20 Folgen den Staff Sergeant Zale. Später war auch als Moderator von Gameshows und TV-Komiker (z. B. in der Steve Allen Show) zu sehen. Für einen Werbespot für Frühstücksflocken wurde er mit einem Clio Award ausgezeichnet.
Haymer war verheiratet und hatte mit seiner Frau Helen zwei Söhne und eine Tochter. 1989 verstarb er an den Folgen eines Krebsleidens und wurde auf dem Mount Sinai Memorial Park Cemetery in Los Angeles beigesetzt.